# Wolfgang Rosenberg (Eishockeyspieler)
Wolfgang Rosenberg (* 3. Oktober 1951; † 30. Juni 2022 in Greiling) war ein deutscher Eishockeyspieler, der unter anderem für den Augsburger EV, EV Rosenheim, die Düsseldorfer EG, den EHC 70 München, Schwenninger ERC, ERC Freiburg und ECD Iserlohn in der Bundesliga aktiv war.

## Karriere
Wolfgang Rosenberg begann seine Karriere beim SC Reichersbeuern, bevor er in der Saison 1970/71 zum Augsburger EV (AEV) in die Bundesliga wechselte. In den folgenden Spielzeiten steigerte er seine Tor- und Punkteausbeute Jahr für Jahr. Nach dem Abstieg in die 2. Bundesliga war er in der Saison 1974/75 mit 28 Treffern der erfolgreichste deutsche Torschütze des AEV. Nach der Spielzeit wechselte er zurück in die Bundesliga und spielte zwei Jahre lang für den EV Rosenheim, der ihn im Sommer 1977 aus finanziellen Gründen an die Düsseldorfer EG (DEG) abgeben musste. In der Saison 1979/80 wurde er mit der DEG Deutscher Vizemeister.
Über weitere Bundesliga-Stationen beim EHC 70 München und Schwenninger ERC kam er im Jahr 1982 zum Zweitligisten ERC Freiburg, dem er auch nach dem Aufstieg in der Saison 1982/83 in der höchsten Spielklasse erhalten blieb, bis der Verein seinen Spielbetrieb aus finanziellen Gründen einstellen musste. Nach zwei Jahren beim Bundesligisten ECD Iserlohn kehrte er im Jahr 1986 in den Breisgau zurück und spielte ein Jahr für den neu gegründeten EHC Freiburg, mit dem er die Zweitliga-Meisterschaft gewann.
Es folgten ab 1987 zwei Jahre beim Heilbronner EC. Ab 1989 spielte er für jeweils eine Spielzeit beim EV Ravensburg und nochmals in Heilbronn sowie einige Monate beim EC Peiting. In allen drei Vereinen übernahm er die Rolle eines Spielertrainer. Nach fast zwei Jahren Pause kehrte er nochmals zum EHC Freiburg zurück, mit dem er in der Saison 1993/94 aus der Regionalliga in die neu geschaffene 1. Liga aufstieg, bevor er seine Karriere endgültig beendete. Als Trainer trat er zudem für kurze Zeit beim SC Bietigheim-Bissingen und im Nachwuchs des SC Riessersee in Erscheinung.
Im Verlauf seiner Karriere absolvierte Rosenberg acht Länderspiele für die deutsche Nationalmannschaft.

## Erfolge und Auszeichnungen
- 1983 Meister der 2. Bundesliga und Aufstieg in die Bundesliga mit dem ERC Freiburg
- 1987 Meister der 2. Bundesliga mit dem ERC Freiburg
- 1994 Aufstieg in die 1. Liga mit dem EHC Freiburg

## Karrierestatistik
(Legende zur Spielerstatistik: Sp oder GP = absolvierte Spiele; T oder G = erzielte Tore; V oder A = erzielte Assists; Pkt oder Pts = erzielte Scorerpunkte; SM oder PIM = erhaltene Strafminuten; +/− = Plus/Minus-Bilanz; PP = erzielte Überzahltore; SH = erzielte Unterzahltore; GW = erzielte Siegtore; 1 Play-downs/Relegation; Kursiv: Statistik nicht vollständig)